# 後藤史
後藤 史（ごとう ふみ、1986年10月25日 - ）は、三重県鈴鹿市出身のサッカー指導者
元女子サッカー選手
現在は早稲田大学ア式蹴球部女子監督
サッカー選手の後藤三知は妹

## 来歴・人物
2002-2005 常盤木学園高等学校女子サッカー部に入部
第12回・第13回全日本高等学校女子サッカー選手権準優勝（2003.2004）
2005-2007 早稲田大学ア式蹴球部女子に入部
第14回全日本大学女子サッカー選手権優勝（2005）
2007-2009 ジェフユナイテッド市原・千葉レディース（なでしこリーグ）へ移籍
2010-2012 ラージョ・バジェカーノ（スペイン女子サッカー1部リーグ）へ移籍
　　　　　　スペイン女子リーグ初の日本人選手
　　　　　　スペイン女子1部リーグ優勝（2010）
　　　　　　UEFA女子チャンピオンズリーグベスト16（2011）
2012          現役を引退 
2012-2018  株式会社リコレクト入社、スポーツ心理学を学びメンタルトレーナーとして活動
　　　　　　【サポート実績（団体・抜粋）】
　　　　　　ブラインドサッカー日本代表チーム・YAMAHA RACING TEAM・トヨタ自動車アンテロープス・トヨタ自動車スケート部ショートトラック
2019- 　　 鹿屋体育大学体育大学大学院 体育学研究科 スポーツ心理専攻 入学
2020-2021 早稲田大学ア式蹴球部女子 コーチに就任
第30回全日本大学女子サッカー選手権優勝（2021.監督代行として）
2022- 　　  早稲田大学ア式蹴球部女子 監督に就任